# تامورا، فوکوشیما
تامورا در استان فوکوشیما در کشور ژاپن  واقع شده‌است  که دارای جمعیت ۴۲٬۲۲۱ نفر و مساحت ۴۵۸٫۳۰ کیلومتر مربع با تراکم جمعیت ۹۲٫۱  نفر در کیلومترمربع است و در تاریخ ۱ مارس ۲۰۰۵ به عنوان شهر شناخته شد.